# Nick Proschwitz
Nick Proschwitz, né le 28 novembre 1986 à Weißenfels, est un footballeur allemand. Il évolue au poste d'attaquant au TSG Hoffenheim II.

## Carrière
- 2004-2005 : 1899 Hoffenheim II ( Allemagne)
- 2005-2007 : Hambourg SV II ( Allemagne)
- 2007-2008 : VfL Wolfsburg II ( Allemagne)
- 2008-2009 : Hanovre 96 II ( Allemagne)
- 2009-2010 : FC Vaduz ( Liechtenstein)
- 2010-2011 : FC Thoune ( Suisse)
- 2011-2012 : SC Paderborn 07 ( Allemagne)
- 2012-2014 : Hull City ( Angleterre)
- 2014 : Barnsley ( Angleterre) (prêt)
- 2014-2015 : Brentford  ( Angleterre)
- 2015 : Coventry City ( Angleterre)[1]

le 19 juillet 2012 il signe a Hull City. Le 23 janvier 2014 il est prêté à Barnsley.
Le 7 août 2014 il rejoint Brentford . Il est libéré du club à l'issue de la saison 2014-15
A l'été 2015 il rejoint Paderborn (D2 allemande). 